# Pieve di Santa Cristina (Semproniano)
La pieve di Santa Cristina è una chiesa situata a Rocchette di Fazio, località del comune di Semproniano (GR).

## Storia
La chiesa in epoca medievale nella parte alta del borgo, all'interno del castello aldobrandesco, tra il palazzo Pretorio e la "Rocca" (quest'ultima si presenta attualmente sotto forma di ruderi). L'edificio religioso, appartenuto all'Ordine dei templari fino al loro scioglimento, è andato incontro ad un lento ed inesorabile declino, che si è accentuato notevolmente dal Seicento in poi.
La definitiva sconsacrazione è avvenuta verso la metà del XX secolo, quando il fabbricato venne diviso su più livelli e adibito ad uso privato.

## Descrizione
La pieve di Santa Cristina, oramai sconsacrata da molti anni, si raggiunge attraverso una scalinata che conduce direttamente al portone d'ingresso che si apre nella parte di sinistra della facciata principale. Sopra il portale, caratterizzato da un arco a tutto sesto, è ben visibile una croce templare; molto caratteristico è il rosone che si apre nella parte alta della facciata, fuori asse rispetto al portale sottostante.
Nel complesso, l'edificio si presenta in stile romanico e, per lo stato in cui versa attualmente, meriterebbe un attento restauro.

## Leggenda templare
Secondo una leggenda, nei pressi della chiesa sarebbe stato sepolto un cavaliere templare assieme al suo cavallo e alla sua spada, probabilmente nell'antica cripta della chiesa; la medesima leggenda narra che, in qualche punto del paese, sia nascosto anche un ingente tesoro appartenuto all'Ordine dei templari.